# 46-й понтонно-мостовой полк
73-й отдельный инженерный батальон морской пехоты (ранее 46 понтонно-мостовой полк) формирование (часть, понтонно-мостовой полк) инженерные войска ВМФ!Переформирован в 73й-инженерный батальон морской пехоты в 2007году.
Условное наименование — Войсковая часть № 68433.

## История полка
История 73 обмп идёт от 8-й понтонно-мостовой бригады (п.п. 68433), бригада сформирована 05.02.1944 года на Западном фронте в деревне Нитяжи Смоленской области в составе: 
- управление бригады;
- рота управления;
- 51-й моторизованный понтонно-мостовый батальон (п.п. 02948);
- 90-й Ярцевский моторизованный понтонно-мостовый батальон (п.п. 36454);
- 99-й моторизованный понтонно-мостовый батальон (п.п. 41172);
- 137-й моторизованный понтонно-мостовый батальон (п.п. 33090);
- 9-й моторизованный понтонно-мостовый батальон (п.п. 30686);
- 87-й моторизованный понтонно-мостовый батальон (п.п. 08690);
- 89-й моторизованный понтонно-мостовый батальон (п.п. 54353);
- 91-й моторизованный понтонно-мостовый батальон (п.п. 41185);
- 122-й моторизованный понтонно-мостовый Верхнеднепровский батальон (п.п. 51906).

В апреле 1944 года 9-й, 87-й, 89-й, 91-й и 122-й моторизованные понтонно-мостовые батальоны выбыли из бригады. 

В июле 1944 года вместо выбывшего 99-го моторизованного понтонно-мостового батальона введён 19-й моторизованный понтонно-мостовой Феодосийский батальон (п.п. 69650).

В декабре 1944 года вновь введён 91-й моторизованый понтонно-мостовой батальон.
Войну бригада закончила в составе:
- управление бригады;
- рота управления;
- 51-й моторизованный понтонно-мостовый батальон (п.п. 02948);
- 90-й Ярцевский моторизованный понтонно-мостовый батальон (п.п. 36454);
- 137-й моторизованный понтонно-мостовый батальон (п.п. 33090);
- 19-й моторизованный понтонно-мостовой Феодосийский батальон (п.п. 69650);
- 91-й моторизованный понтонно-мостовый батальон (п.п. 41185).

В июле 1946 года бригада переформирована в 46-й понтонно-мостовой полк.

В феврале 1998 года 46 помп переформирован в 230-й понтонно-мостовой батальон.

В июне 1998 года 230 опомб вновь переформирован в 46-й понтонно-мостовой полк.
В 2007переформирован в 73 отдельный инженерный батальон морской пехоты.В 2012 году часть расформирована,часть техники переехала в г.Гвардейск.

### Боевой путь полка
На Западном и 3-м Белорусском фронтах (28.02.1944 г.—09.05.1945 г.) бригада участвовала в Витебско-Оршанской, Минской, Вильнюсской, Каунасской, Инстенбургско-Кенигсбергской и Кёнигсбергской наступательных операциях, обеспечивала боевые действия 11-й гвардейской, 5,31,39 и 48-й армий, 5-й гвардейской танковой армии.
Обеспечивала переправу войск через реки:
- Оршица
- Днепр
- Западная Двина
- Березина
- Лучеса
- Друть
- Неман
- Вилия
- Инстер
- Ангерапп
- Алле
- Дайме
- Прегель
- Губер
- Пассарга

Бригада участвовала в освобождении городов Витебск, Орша, Гродно, Каунас, Пильвишки, Тапиау, Летцен, Ландсберг, Браунсберг и Кёнигсберг, освобождении Германии.

### Знаки отличия
- Почётное наименование —«Неманский», за прорыв немецкой обороны на реке Неман. Приказ ВГК № 0264, от 12.08.1944 г
- Орден Александра Невского (СССР), 26.04.1945 г
- Верховным Главнокомандующим личному составу бригады объявлено 5 благодарностей.

Моторизованные понтонно-мостовые батальоны награждены орденами и ранее удостоены наименований: 
- 19-й — Феодосийский (24.04.1944 г.);
- 51-й — орденом Александра Невского (05.04.1945 г.);
- 90-й — Ярцевский (19.09.1943 г.), орденом Красного Знамени (10.07.1944 г.);
- 137-й — орденами Александра Невского (26.04.1945 г.) и Красной Звезды (05.04.1945 г.).

### Герои Советского Союза
- С. В. Стрельцов

За боевые подвиги 3054 воина награждены орденами и медалями СССР.

### Командиры полка
- 1944 — 1945 годы — полковник В. И. Шило (февраль 1944 г.— март 1945 г.)
- 1945 — 1945 годы — полковник С. Н. Моргунов (март 1945 г. — до конца войны)
- 1967 — 1969 годы — герой Советского Союза полковник Стрельцов В. А.
- 1971 — 1976 годы — полковник С. Х. Аракелян